# TASPO
TASPO (ursprünglich: Thalackers Allgemeine Samen- und Pflanzen-Offerte) ist eine Fachzeitung für die Grüne Branche. Sie richtet sich sowohl an Fach- und Führungskräfte als auch an Mitarbeitende und Auszubildende im Garten- und Landschaftsbau sowie an Produzenten, Dienstleister und den Einzelhandel.
Die im Abonnement vertriebene Branchenzeitung zählt zu den ältesten, etablierten Fachtiteln im Bereich Gartenbau und Floristik im deutschsprachigen Raum. Sie enthält ein breites Kommunikationsspektrum, dient als Informationsquelle und Impulsgeber, berichtet über Produktneuheiten, Trends und Entwicklungen, gibt Praxisbeispiele und richtet den Blick auf Branchennachrichten aus Wirtschaft, Technik und Politik.
Geschichte. | Die TASPO wurde im Jahr 1867 von dem Rosenzüchter Bernhard Thalacker gegründet. Ursprünglich als Anzeigenblatt konzipiert, entwickelte sie sich im Laufe der Zeit zu einer Fachzeitschrift mit journalistischen Inhalten für die Grüne Branche. Seit 2004 erscheint sie im Haymarket Media Verlag (zuvor Thalacker Medien). Sie ist heute Teil einer Medienmarke, die mehrere Fachpublikationen unter einem Dach vereint.
Sieben Fachtitel. Ein Abo. | Zur Medienmarke TASPO gehören weitere Sparten-Fachzeitschriften wie gestalten & verkaufen, Deutsche Baumschule, Friedhofskultur, Gärtnerbörse, GARTEN DESIGN und BAUMZEITUNG. Das TASPO Dossier behandelt Schwerpunktthemen und dient als Nachschlagewerk. Alle Titel erscheinen in unterschiedlichen Frequenzen und richten sich an spezialisierte Zielgruppen innerhalb der Grünen Branche.
Print & Digital. | Neben der Print-Ausgabe werden auf der Website TASPO.de sowie in der TASPO App aktuelle Nachrichten, Fachartikel und exklusive digitale Inhalte veröffentlicht. Alle Fachtitel sind digital im Shop-Archiv sowie in der TASPO App verfügbar. Mit dem Angebot von TASPO 360° verfolgt der Verlag eine crossmediale Publikationsstrategie.
Weiterbildung und Stellenmarkt. | Die TASPO Akademie bietet ein branchenspezifisches, digitales Weiterbildungsangebot für Fachkräfte an. In Online-Seminaren vermitteln Branchen-Experten praxisnahes Fachwissen. Über die Plattform gruenejobs.de, die ebenfalls zum TASPO-Angebot gehört, werden Stellenangebote der Grünen Branche veröffentlicht. Die Seite richtet sich an qualifizierte  Fach-, Führungs- und Nachwuchskräfte.
Stiftung und Auszeichnungen. | Die TASPO Stiftung, ehemals Isolde-Voigt-Stiftung, benannt nach der Altgesellschafterin des Bernhard Thalacker Verlages, wurde 1992 gegründet und fördert gemeinsam mit der Deutschen Gartenbauwissenschaftlichen Gesellschaft (DGG) den wissenschaftlichen Nachwuchs im Gartenbau, in der Landschaftsarchitektur und Landespflege. Die Preisverleihung des Nachwuchspreises „Junge Wissenschaft“ findet alljährlich auf den TASPO Awards statt. Auf diesem renommierten Branchen-Event werden seit 2006 zudem jedes Jahr herausragende Leistungen und Innovationen in der Grünen Branche gewürdigt und ebenso feierlich mit dem TASPO Award ausgezeichnet
Zusatzangebot. | Die TASPO Initiative ist ein ergänzendes Angebot, das allen Abonnenten einen speziellen Mehrwert bietet. Derzeit liegt der Fokus auf einer Kooperations-Initiative im Bereich Energieeinkauf und beinhaltet exklusive Informationen und Kosteneinsparungsangebote.